# Ermita del Cristo de la Agonía (Alfarrasí)
La Ermita del Cristo de la Agonía es un templo situado en la subida a la Ermita, en el municipio de Alfarrasí. Es Bien de Relevancia Local con identificador número 46.24.027-001.

## Historia
Se construyó entre 1739 y 1743 a iniciativa de los vecinos del lugar. Se consagró inicialmente a la Virgen de los Dolores. A finales del siglo XX presentaba un aspecto descuidado y estaba en semiabandono. En 2001 se procedió a su restauración.
Las fiestas patronales de Alfarrasí tienen lugar en la penúltima semana de agosto. En dichas fiestas se baja la imagen del Cristo de la ermita a la población.

## Descripción
Se trata de una pequeña capilla de planta octogonal inscrita en un círculo.
La fachada se encuentra decorada con dos pilastras cuadradas en sus esquinas, que se levantan hasta la cornisa. La puerta es adintelada, emplanchada con relieve de cruces. La rodea un amplio fajón. Sobre la puerta, y a media altura de la campana, hay una pequeña ventana en aljimez completada con un guardapolvo de medio punto. La cornisa es mixtilínea y en su centro se remata con una espadaña con una única campana.
El interior es de estilo neoclásico. La entrada es recta, pero se abre inmediatamente dando paso a un óvalo. Las paredes están decoradas con columnas adosadas. Se cubre con una cúpula ciega. Presenta cuatro capillas laterales, dos en el lado del evangelio dedicadas a  la Virgen de los Desamparados y la Santísima Trinidad, y dos en el lado de la epístola dedicadas a la Virgen de Fátima y Santa Cecilia. Por lo que respecta a la advocación titular, su imagen se halla en el nicho del altar.